# Хасшу-Мару
Хасшу-Мару (Hasshu Maru) — транспортне судно, яке під час Другої світової війни брало участь у операціях японських збройних сил на Тихому океані.
Судно спорудили як вантажне в 1943 році на верфі Uraga Dock в Уразі для компанії Chosen Yusen — Tyosen Yusen.
У якийсь момент «Хасшу-Мару» залучили до операцій японських збройних сил в Океанії (не виключено, що воно було включене до конвою «Вевак Йото № 2»). 21 лютого 1944-го судно перебувало за три сотні кілометрів на північний захід від порта Голландія (наразі Джаяпура), де перехоплене й торпедоване американським підводним човном USS Cero. Втім, «Хасшу-Мару» не затонуло, а змогло дістатись до Голландії.
9 березня 1944-го літаки «Каталіна» атакували японське судноплавство в районі Голландії та, серед іншого, змогли добити «Хасшу-Мару».